# Дитрих I (Холандия)
Дитрих I (на немски: Dietrich I; на нидерландски: Dirk I; на латински: Thidericus Fresonie; * ок. 875; † 939) от фамилията Герулфинги, е граф на Западна Фризия (Холандия) (916 – 939), основател на холандската графска фамилия.

## Биография
Той е син граф Герулф Млади от Кенемерланд-Фризия († 896). Баща му е брат на архиепископ Гунтар фон Кьолн († 873).
Дитрих е верен привърженик на крал Шарл Простовати. За награда получава на 15 юни 922 г. църквата на Егмонд и имоти наоколо в днешна Северна Холандия. По-късно църквата става манастир Егмонд.
Дитрих е женен за Гева (* ок. 895), дъщеря на Мегинхард от Хамаланд (* ок. 860). Негов наследник става Дитрих II, негов син или вероятно внук.
По-късно той участва във въстанието на лотарингските херцози против крал Ото I Велики и през 939 г. е убит в битката при Брайзах.